# Mesochorus olitorius
Mesochorus olitorius är en stekelart som beskrevs av Schwenke 1999. Mesochorus olitorius ingår i släktet Mesochorus och familjen brokparasitsteklar. Inga underarter finns listade i Catalogue of Life.